# (29738) Ivobudil
(29738) Ivobudil (1999 BT8) – planetoida z pasa głównego asteroid okrążająca Słońce w ciągu 3,54 lat w średniej odległości 2,32 j.a. Odkryta 23 stycznia 1999 roku.